# Porphyroblast

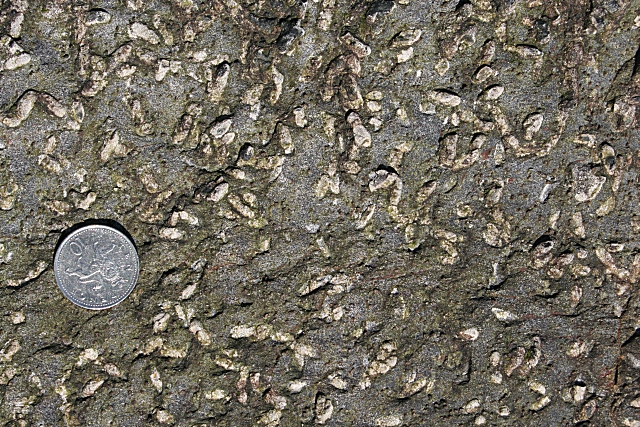
Weiße Andalusit-Porphyroblasten in grauer Matrix aus Whitehills (Schottland)

Als Porphyroblasten bezeichnet man in der Mineralogie und Petrologie Einschlüsse von größeren Kristallen einer Mineralart in einer feinkörnigeren Matrix aus anderen Mineralen. Porphyroblasten und Matrix werden zusammen als Porphyroblastisches Gefüge bezeichnet. Es handelt sich dabei um das wichtigste und verbreitetste heteroblastische Gefüge.
Porphyroblasten entstehen bei metamorphen Prozessen sowohl in kontakt- als auch in regionalmetamorphen Gesteinen auf. Das Wachstum der Kristalle erfolgt in festem Zustand durch Umordnung Diffusion der chemischen Bestandteile der Matrix. Sie ersetzen folglich Teile der Matrix. Porphyroblasten bilden sich dort, wo starke Gegensätze zwischen den chemischen und kristallographischen Eigenschaften der Matrix und den Porphyroblasten bestehen. Das veranlasst diese Kristalle dazu schneller zu wachsen als die langsam wachsenden Kristalle der Matrix. Porphyroblasten variieren in ihrer Größe zwischen wenigen Millimetern und einigen Zentimetern Durchmesser.
Häufige Vertreter porphyroblastischer Ausbildung sind unter anderem Andalusit, Granat, Kyanit (Disten), Magnetit und Staurolith. Die Matrix besteht meist aus verschiedenen Carbonaten, Chloriten, Feldspaten, Glimmer und Quarz.